# Arjeplog
Arjeplog (pitesamisk: Árjapluovve, lulesamisk: Árjepluovve, nordsamisk: Árjjatluovvi, sydsamisk: Aarjepluevie, umesamisk: Árjiepluövvie) er et byområde i Lappland i det nordlige Sverige og hovedby i Arjeplogs kommun i Norrbottens län.
Byen er beliggende mellem de store indsøer Hornavan og Uddjaure i Skellefteälvens afvandingsområde.
Fra bjerget Galtispuoda umiddelbart udenfor Arjeplog er midnatssolen synlig fra den 10. juni til den 3. juli, på trods af at Arjeplog ligger nogle mil syd for den nordlige polarcirkel. Riksväg 95, også kaldet Silvervägen, mellem Skellefteå og Bodø passerer gennem Arjeplog og har fået sit navn efter sølvminen i Nasafjäll.

## Historie
Navnet, tidligst kendt i 1636 som navn på samebyen og 1640 på kirke- og markedspladsen er en forsvenskning af Árjepluovve. Efterleddet er pluovve som betyder "blød mose". Forleddet kan enten være árjee "behov" (som skal tilgodeses) hvilken kan fortolkes "mosen hvor man samles for at betale skat" eller hárijje "ås".
Arjeplog er blandt andet kendt for "lappmarksdoktoren" Einar Wallquists skabelse Silvermuseet, som blev indviet i 1965.
Desuden er Arjeplog kyrkby i Arjeplogs socken, som da kommunalreformen af 1862 blev gennemført i Lappland i 1874 dannede Arjeplogs landskommun. Landskommunen dannede i 1971 uden forandringer Arjeplogs kommun med Arjeplog som hovedby.
- Udsigt over Arjeplog
- Det af Statistiska centralbyrån afgrænsede byområde Arjeplog med grænserne fra tätortsafgrænsningen i 2015

## Erhvervsliv
Størstedelen af Europas og dele af Asiens bilindustri har valgt Arjeplog som centrum for vintertests, hvilket i dag er det mest betydningsfulde private erhverv i kommunen. Fra december til slutningen af marts kommer cirka 2.300 ingeniører og teknikere til Arjeplog for at arbejde med at teste biler under vinterforhold. Testindustrien er blevet en stærk drivkraft for Arjeplogs økonomi. I dag beskæftiger et stort antal virksomheder i Arjeplog sig inden for bilindustrien.
Nærmeste lufthavn er Arvidsjaurs flygplats, som i vinterperioden har direkte fly fra blandt andet Tyskland.

## Uddannelse
Kommunen rummer et gymnasium, Hornavanskolan, grundlagt i 1993. Under et kommunefuldmægtigmøde i november 2021 blev det dog besluttet at gymnasiet skal nedlægges, og at der fra og med efterårsterminen 2022 ikke modtages nye elever.